# イアン・デューリー
イアン・ロビンス・デューリー（Ian Robins Dury、1942年5月12日 - 2000年3月27日）は、イギリスのシンガーソングライター、俳優。

## 来歴
1942年にロンドンのハーロウに生まれた。7歳の時に小児麻痺を患い、左半身が不自由になり、障害者のための施設と普通校を行き来する。
1966年に美術学校に入ると、友人たちとバンド活動を開始。キルバーン＆ザ・ハイローズを結成し、1971年頃から本格的なライブ活動を始める。1974年に、WEAの子会社ラフト・レーベルと契約し、1st.アルバム『Wotabunch!』の録音するも、レーベルが倒産してしまったためにお蔵入りとなる（1977年に発売）。翌1975年に2nd.アルバム『Handsome』でデビュー。過激なライブ・パフォーマンスで一部で話題になるも、商業的な成功は得られず、すぐに解散した。
デューリーが34歳の1977年、チャズ・ジャンケル（ギター）、チャーリー・チャールズ（ドラムス）、ノーマン・ワット=ロイ（ベース）、ジョニー・ターンブル（ギター）、ミッキー・ギャラガー（キーボード）と共に、イアン・デューリー&ザ・ブロックヘッズとして活動を開始した。
ファンキーな楽曲とステージングが話題を呼び、スティッフ・レーベルから発表されたシングル『Sex & Drugs & Rock & Roll』が全英チャート2位に、1st.アルバム『New Boots and Panties!!』が全英チャート5位となる大ヒットになった。
翌1978年発表のシングル『ヒット・ミー・ウィズ・ユア・リズム・ステック/Hit Me With Your Rhythm Stick』は全英チャート1位に、2nd.アルバム『Do It Yourself』も全英チャート2位となる大ヒットを記録した。しかしその直後、重要なソングライターだったチャズ・ジャンケルが脱退し、元ドクター・フィールグッドのウィルコ・ジョンソン（ギター）が加入。
1980年の3rd.アルバム『Laughter』、ジャマイカでスライ&ロビーとともに制作した1981年の4th.アルバム『Lord Upminster』はセールス的に伸び悩み、さらにデューリーは、病気により1年間の療養生活に入る。
1984年の復帰後発表された5th.アルバム『4,000 Weeks' Holiday』（4000週間のご無沙汰でした！）も大きな売上には至らなかったが、シェイクスピア「ハムレット」への出演をきっかけに、俳優としての活躍が主となり、ザ・ブロックヘッズは活動休止状態となった。
1986年、忌野清志郎が1st.ソロ・アルバム『RAZOR SHARP』でザ・ブロックヘッズを起用し（イアン・デューリーもゲスト参加）、さらにツアーも敢行。それが縁で、1987年にイアン・デューリー&ザ・ブロックヘッズとして初来日公演を行い、音楽活動を再開した。1989年には、俳優だけでなく、自ら脚本と音楽まで担当したミュージカル『Apples』を録音しアルバムとして発表。
1990年に、ドラムスのチャーリー・チャールズが癌で亡くなり、翌1991年、イアン・デューリー&ザ・ブロックヘッズとして追悼ライブを行い、その模様がアルバム『Live! Warts 'n' Audience』として発表された。
以後も、アルバム『The Bus Driver's Prayer & Other Stories』『Mr. Love Pants』などを発表し、音楽活動をするも、2000年3月に癌により死去した。
2001年には、ポール・マッカートニー、ロビー・ウィリアムズ、マッドネス、シニード・オコナーなど豪華メンバーが参加したトリビュート・アルバム『Brand New Boots & Panties』がリリースされた。

## ディスコグラフィ

### イアン・デューリー
アルバム
- ニュー・ブーツ・アンド・パンティーズ/New Boots and Panties!!　（1977年）※Ian Dury
- Do It Yourself　（1979年）　※Ian Dury & The Blockheads
- Laughter　（1980年）　※Ian Dury & The Blockheads
- Lord Upminster　（1981年）　※Ian Dury
- 4,000 Weeks' Holiday　（1984年）　※Ian Dury & The Music Students
- Apples　（1989年）　※Ian Dury
- The Bus Driver's Prayer & Other Stories　（1992年）　※Ian Dury
- Mr. Love Pants　（1998年）　※Ian Dury & The Blockheads

ライブ・アルバム
- Live! Warts 'n' Audience　（1990年）　※Ian Dury & The Blockheads
- All the Best Mate　（2000年）　※Ian Dury & The Blockheads
- Straight From The Desk　（2001年）　※Ian Dury & The Blockheads

主なベスト・アルバム
- Sex & Drugs & Rock 'n' Roll: Best Of Ian Dury　（1992年）　※Ian Dury & The Blockheads
- The Best of Ian Dury　（1995年）　※Ian Dury
- Reasons To Be Cheerful (The Very Best Of Ian Dury & The Blockheads)　（1999年）　※Ian Dury & The Blockheads
- Ten More Turnips from the Tip　（2002年、未発表作品集）　※Ian Dury & The Blockheads
- sex&drugs&rock&roll - The Essential Collection　（2010年）　※Ian Dury & The Blockheads

DVD
- Hold On To Your Structure（2003年）　※輸入盤のみ
- Rare And Unseen（2010年）　※輸入盤のみ
- Live At Rockpalast 1978（2012年）

### シングル
- セックス&ドラッグズ&ロックンロール
- ヒット・ミー・ウィズ・ユア・リズム・ステック

### キルバーン&ザ・ハイローズ
アルバム
- Handsome　（1975年）
- Wotabunch!　（1977年）
- The Best Of Kilburn & The High Roads　（1983年、ベスト・アルバム）

## 出演

### 映画
- Number One（1985年） - テディ・ブライアント 役
- ポランスキーの パイレーツ（1986年）
- O Paradeisos anoigei me antikleidi（1987年） - アクロバット 役
- ハーツ・オブ・ファイヤー（1987年） - ボーンズ 役
- The Raggedy Rawney（1988年） - ウィーゼル 役
- Brennende Betten（1988年） - ハリー・ウィンフィールド 役
- The Voice（1989年） - コワルスキー 役
- コックと泥棒、その妻と愛人（1989年） - テリー・フィッチ 役
- Bearskin: An Urban Fairytale（1989年） - チャーリー 役
- ホドロフスキーの虹泥棒（1990年） - バーテンダー 役
- After Midnight（1990年） - ハリー 役
- スプリット・セカンド（1992年） - ジェイ・ジェイ 役
- ジャッジ・ドレッド（1995年） - ガイガー 役
- THE CROW/ザ・クロウ（1996年） - ノア 役
- ディファレント・フォー・ガールズ（1997年）
- Underground（1998年） - ラットの父 役
- Middleton's Changeling（1998年） - デ・フローレス 役

### テレビドラマ
- King of the Ghetto（1986年） - サミー 役
- Rocinante（1986年） - ジェスター 役
- スクリーン・トゥー「Skallagrigg」（1994年） - レンデル 役

### コメディ番組
- Fundamental Frolics（1981年） - 本人 役

### テレビゲーム
- Deus Ex Machina（1984年）※声の出演